# Epidendrum nocturnum
Epidendrum nocturnum är en orkidéart som beskrevs av Nikolaus Joseph von Jacquin. Epidendrum nocturnum ingår i släktet Epidendrum och familjen orkidéer. Inga underarter finns listade i Catalogue of Life.

## Bildgalleri

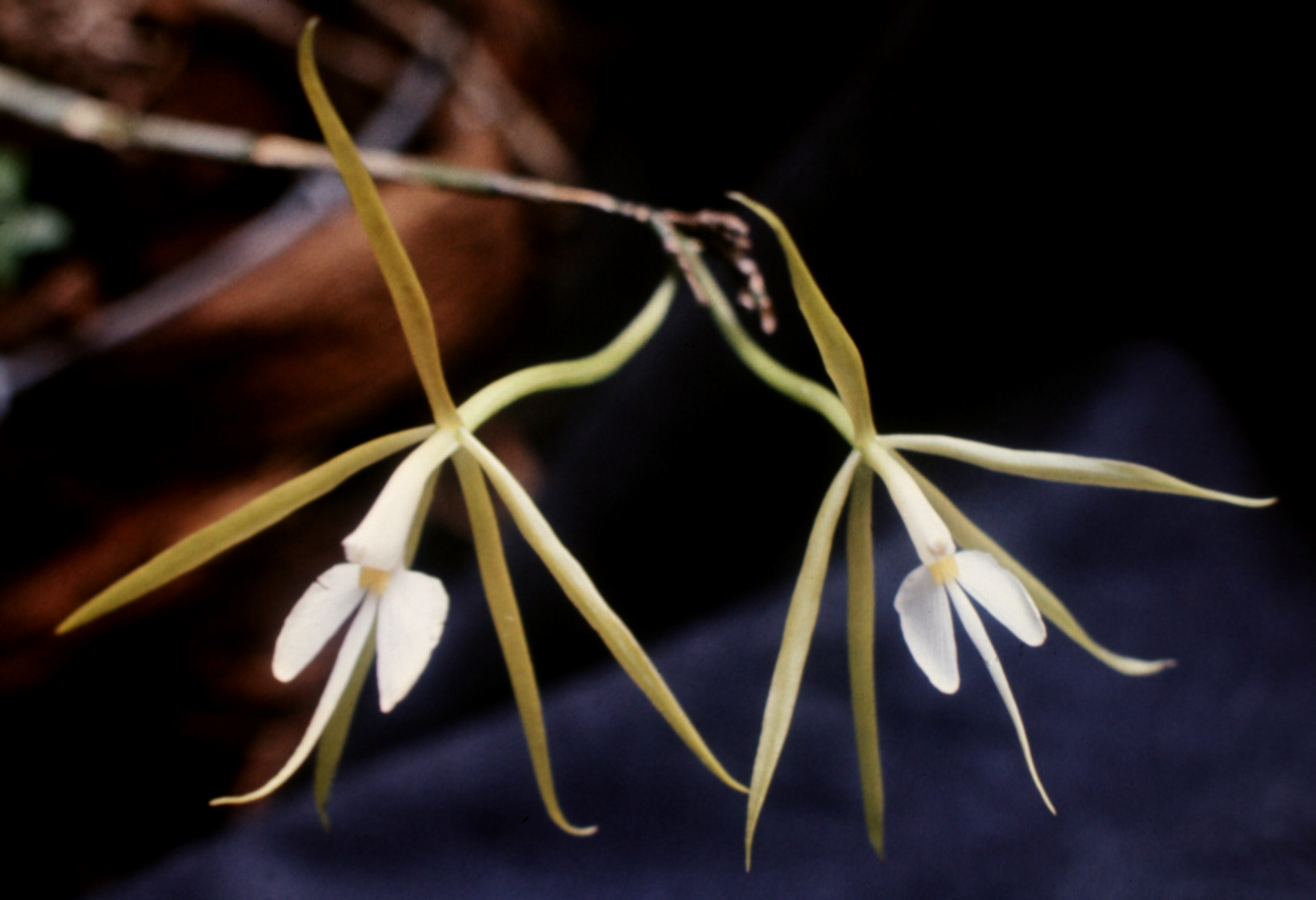
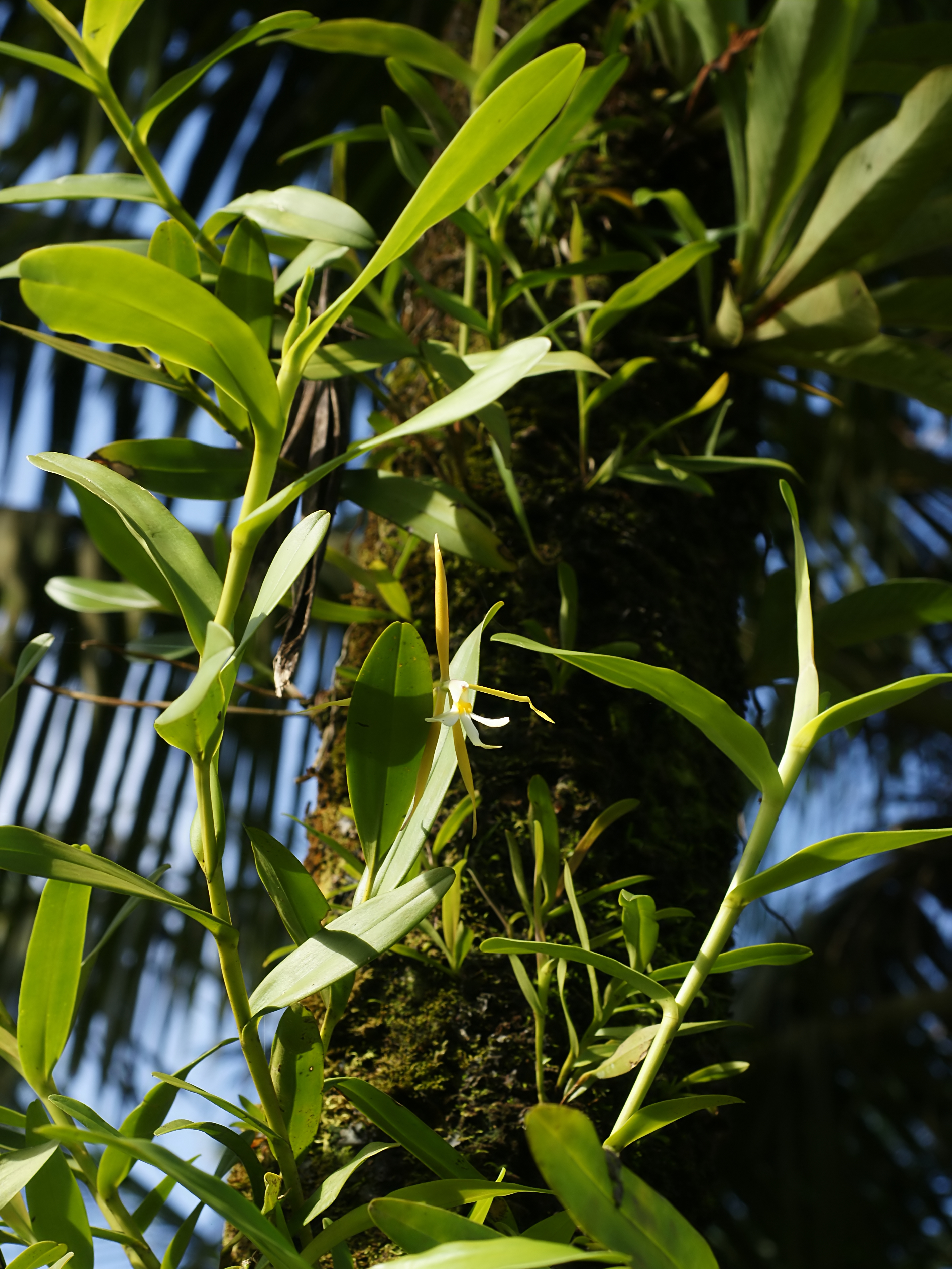
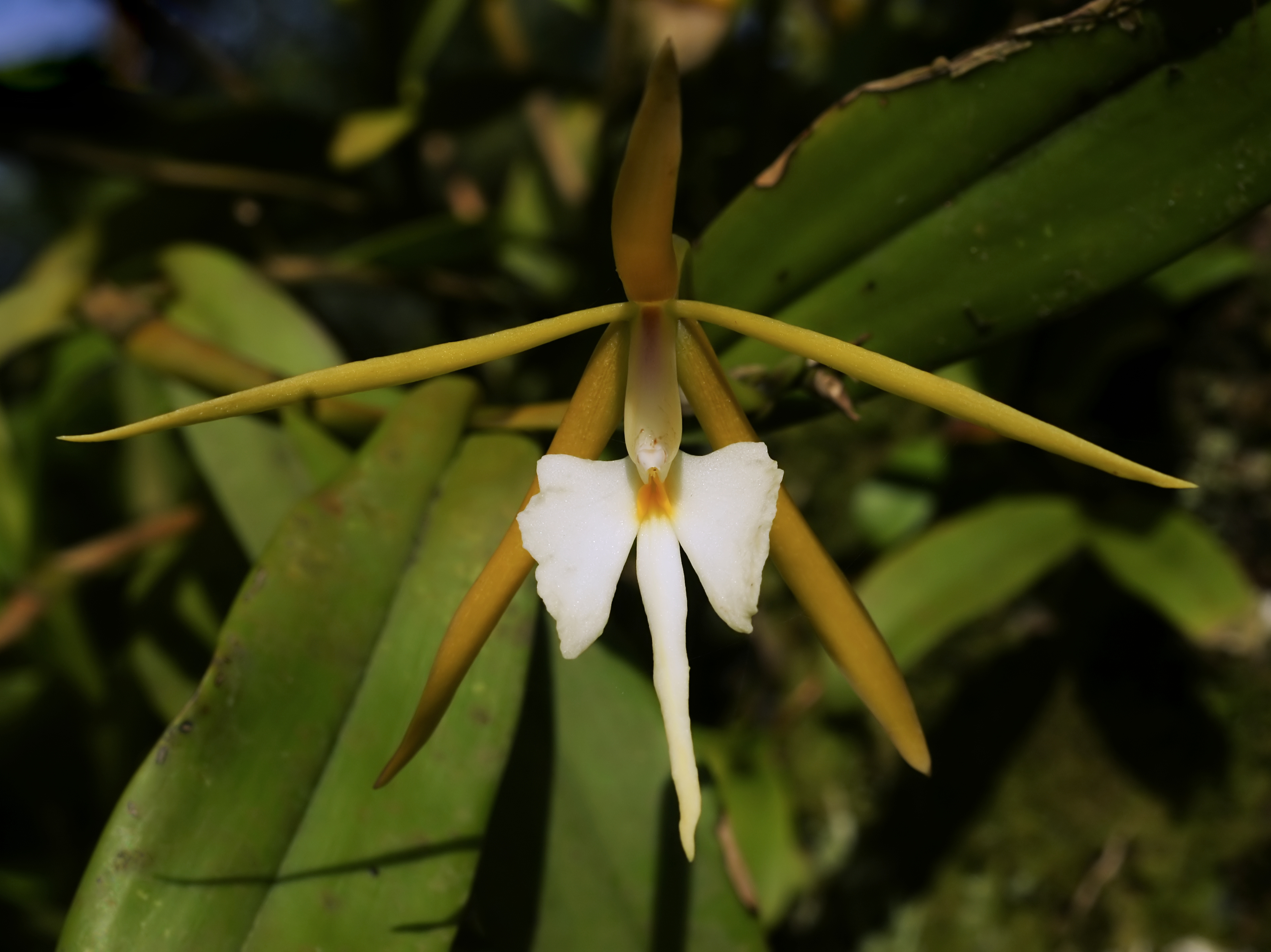
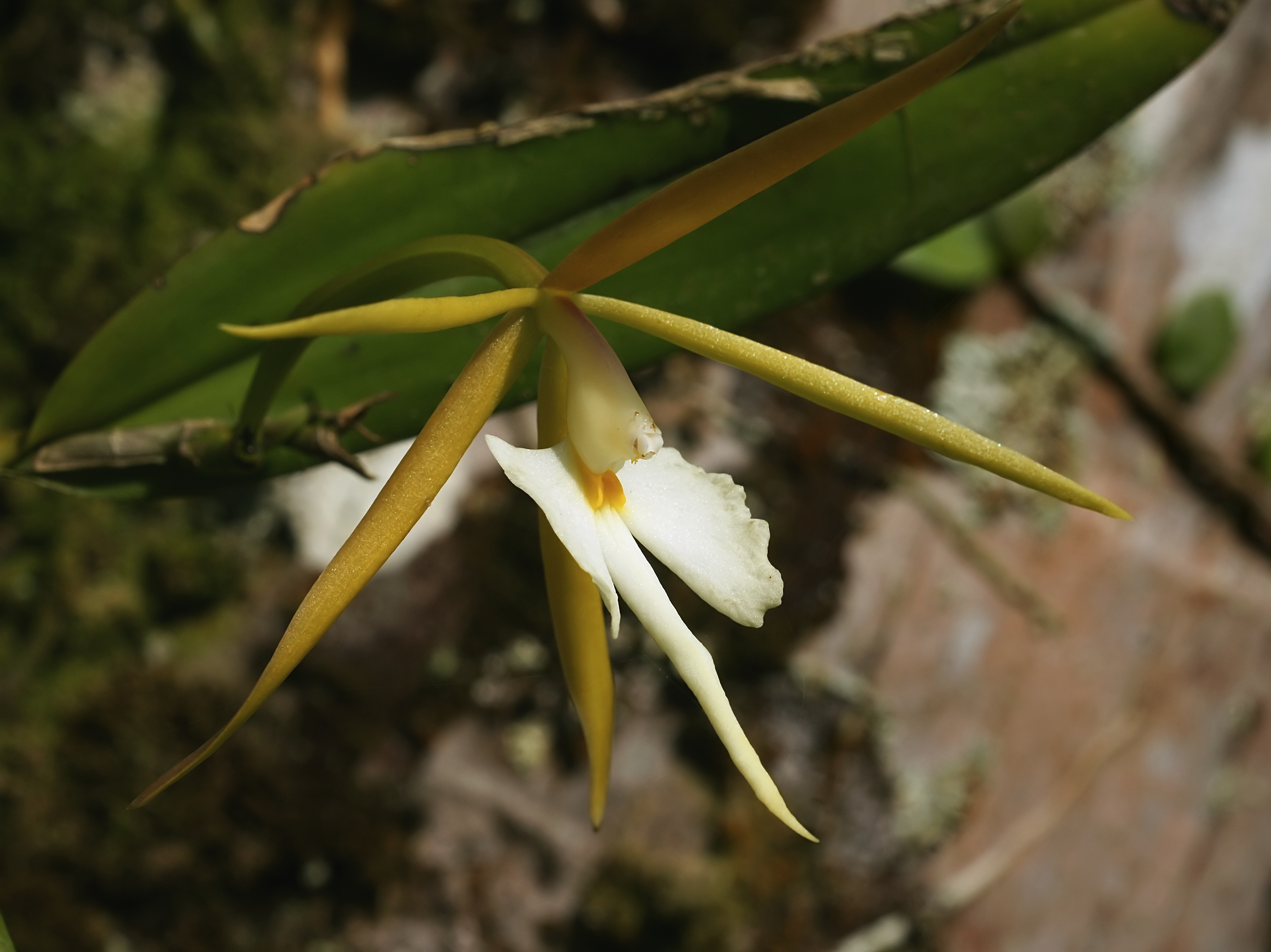
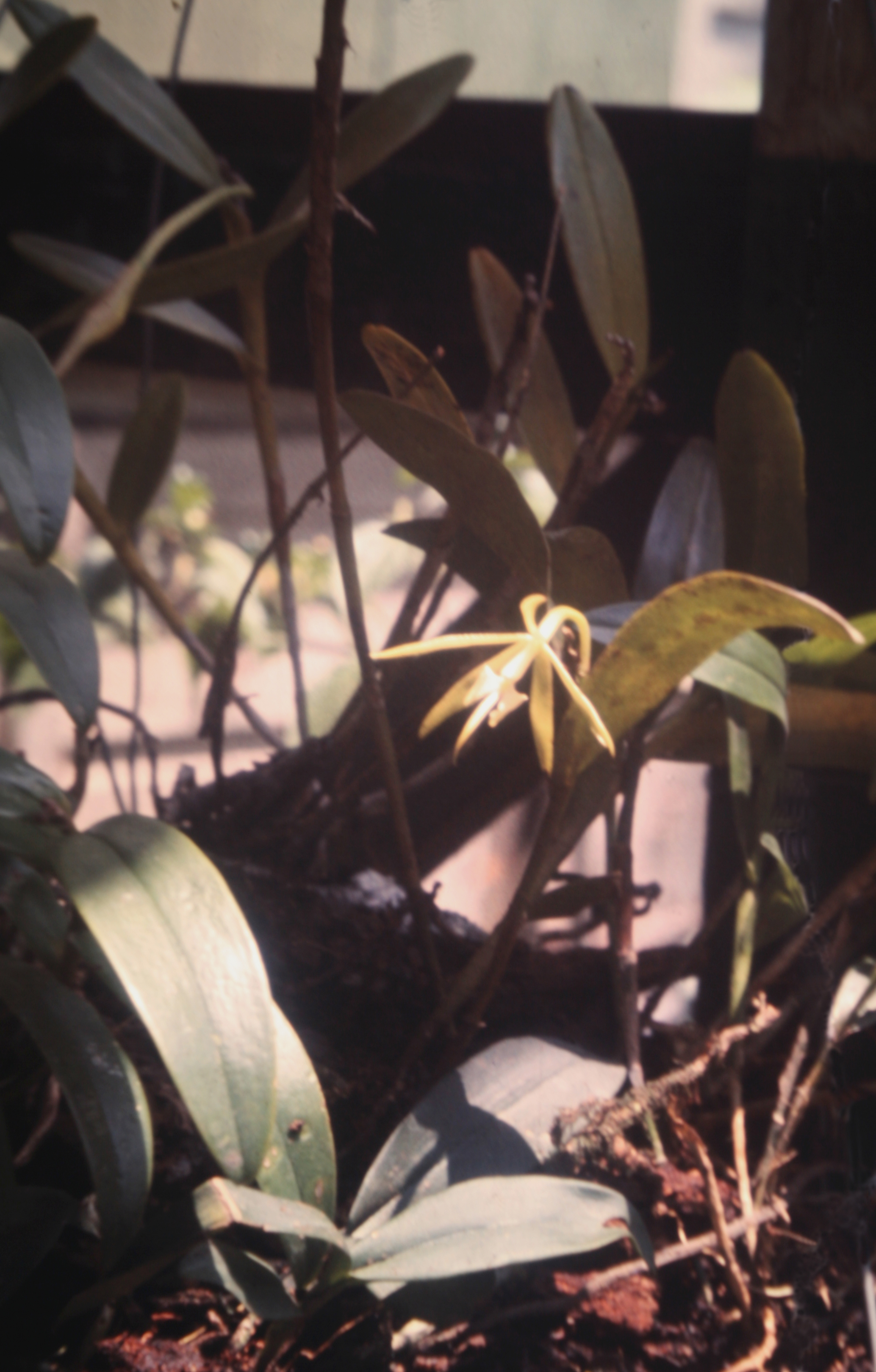
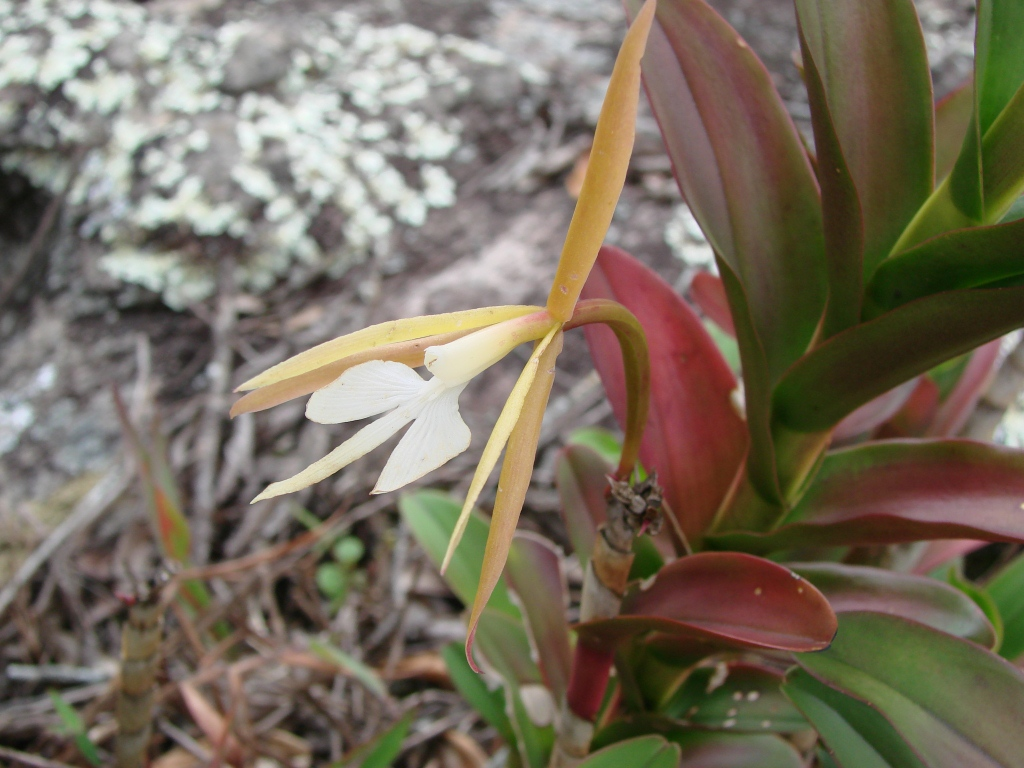